# Liên hiệp công đoàn Macedonia
Liên hiệp công đoàn Macedonia (Сојуз на синдикатите на Македонија, viết tắt ССМ trong bảng chữ cái Kirin, phiên âm là SSM) là một trung tâm công đoàn thương mại quốc gia ở Cộng hòa Macedonia. Tổ chức là sự nối tiếp thay cho tổ chức công đoàn chính thức trước đây của Liên bang Cộng hòa Xã hội chủ nghĩa Nam Tư. Liên đoàn có 18 công đoàn trực thuộc ngành. Chủ tịch là ông Zivko Mitrevski.
SSM không được liên kết ở cấp quốc tế, nhưng nắm giữ vị trí quan sát tại Tổng Liên đoàn Công đoàn châu Âu.